# Силезское небо
Силезское небо (пол. śląskie niebo, другие названия — śląski raj (силезский рай), śląski przysmak (силезский деликатес); немецкое название — Schlesisches Himmelreich , по-силезски — Schläsches Himmelreich) — региональное мясное блюдо польской и силезской кухни, готовящееся преимущественно к рождественским праздникам.
Силезское небо — традиционное праздничное блюдо, некогда символизировавшее невероятную роскошь в представлении силезских крестьян. «Небо» — одно из названий рая, что также отражается в немецком названии блюда (Himmelreich, «небеса»).
В прошлом его также подавали в качестве угощения за совместное выщипывание перьев/отделение пуха зимой, и работу за прялкой.
Основной продукт, используемый для приготовления блюда, — варёная, вяленая или копчёная свинина (или свежая) с соусом из сухофруктов. Приправляется, в зависимости от рецепта, джемом, корицей, лимоном, мукой и сахаром. Также включает в себя силезские картофельные клёцки.

## Приготовление
Сухофрукты замачивают на ночь в холодной воде. Свинину варят около часа, после добавляют замоченные фрукты вместе с жидкостью, в которой они замачивались, и доваривают. Мясо вынимают. Готовят соус из оставшегося бульона, добавив в него ру (для загустения), крахмал или густое повидло. Готовый соус заправляют по вкусу сахаром, солью, корицей, тёртой цедрой лимона и соком лимона (специи — в зависимости от варианта блюда). Мясо нарезают толстыми ломтиками или крупными кусками, затем укладывают на тарелку с клёцками, поливают соусом и украшают фруктами. Блюдо обычно подают тёплым с бухтами (силезские дрожжевые пызы) или клёцками.